# Копылиха (Вязниковский район)
Копылиха — упразднённая деревня в Вязниковском районе Владимирской области России.

## География
Урочище находится в северо-восточной части области, в зоне хвойно-широколиственных лесов, в пределах Волжско-Окского междуречья, на правом берегу реки Вондух (левый приток Тетруха), на расстоянии 20 километров (по прямой) к юго-западу от города Вязники, административного центра района.

### Климат
Климат характеризуется как умеренно континентальный. Средняя температура воздуха самого холодного месяца (января) — −11,1 °C (абсолютный минимум — −48 °С), средняя максимальная температура воздуха (июля) — +23,3 °С (абсолютный максимум — +37 °С). Годовое количество атмосферных осадков составляет около 607 мм, из которых 413 мм выпадает в период с апреля по октябрь.

## История
В «Списке населенных мест Владимирской губернии по сведениям 1859 года» населённый пункт упомянут как удельная деревня Вязниковского уезда, расположенная в 25 верстах от уездного города. В деревне насчитывалось 7 дворов и проживало 60 человек (28 мужчин и 32 женщины).
По состоянию на 1905 год, в Копылихе имелось 14 дворов и проживало 104 человека. В административном отношении деревня входила в состав Никологорской волости.
По данным 1926 года, в деревне имелось 19 хозяйств (в том числе 18 крестьянских) и проживало 99 человек (55 мужчин и 44 женщины). Являлась частью Харинского сельсовета.
На момент упразднения входила в состав Шатневского сельсовета Вязниковского района. Упразднена решением облисполкома № 151 от 14 февраля 1966 года как фактически не существующая.